# PA新海物語
『PA新海物語』（ピーエーしんうみものがたり、英: New Sea Story）は、2022年8月22日に三洋物産から発売されたデジパチタイプのパチンコ 。
本項目では『e新海物語349』についても併せて解説する。

## 機種一覧
| 名称         | 発売          |
| ------------ | ------------- |
| PA新海物語   | 2022年8月22日 |
| e新海物語349 | 2023年10月2日 |

### コンセプト機
| 名称                           | 出展日        |
| ------------------------------ | ------------- |
| スマパチ新海物語 with ナギナミ | 2024年4月27日 |

## 概要

### PA新海物語
『CR新海物語 With アグネス・ラム』の後継機。新海物語シリーズとしては11年ぶりの発売となった。これまで発売されてきた遊パチタイプのスペックを踏襲している。新海物語シリーズの主役であるカメが活躍する新カメ演出が多数搭載されている。シリーズ初の3種類の時短（a時短、b時短、c時短）を搭載している。リーチハズレ時等を契機に時短に突入する場合があるc時短（サポートタイム）が搭載されている。前作に搭載されていたマリンの衣装や一発告知音を選択できる機能が今作にも搭載されている。

### e新海物語349
海物語シリーズ初のスマートパチンコ。『PA新海物語』の演出を継承している。クジラッキーのデザインや演出がリニューアルされており、クジラッキーのテーマソングも搭載されている。50回転ごとにc時短獲得のチャンスが訪れる周期Cタイムが搭載されている。スペックとしては、『CR大海物語2』や『CR大海物語3スペシャル』を彷彿とさせる349スペックとなっている。コンプリート機能を搭載している。
2024年4月27日及び28日に開催されたニコニコ超会議2024にて、このイベント限定のコンセプト機として『スマパチ新海物語 with ナギナミ』が展示された。限定機種のためパチンコ店への導入はされていない。Vtuberのナギナミとのタイアップ機種となっている。スマパチの遊パチスペックとなっているが、詳細はスペックは公開されていない。

## 図柄
奇数図柄がSUPER LUCKY、偶数図柄がLUCKYと表示される。『PA新海物語』では奇数図柄の方が時短回数が多い。『e新海物語349』では奇数図柄が確変大当たり、偶数図柄が通常大当たり（確変昇格の場合あり）となっている。
- 1. タコ
- 2. ハリセンボン
- 3. カメ
- 4. サメ
- 5. エビ
- 6. アンコウ
- 7. シュゴン
- 8. エンゼルフィッシュ
- 9. カニ
- 裏4. サメ

### 大当たり表示とラウンド数
| 機種         | GREAT LUCKY | SUPER LUCKY           | LUCKY                 |
| ------------ | ----------- | --------------------- | --------------------- |
| PA新海物語   | 10R         | 5R（ST5回+a時短45回） | 5R（ST5回+a時短20回） |
| e新海物語349 | -           | 10R確変               | 10R通常               |

## モード解説
モード名は『CR新海物語 With アグネス・ラム』から継承されているが、内容については秘境モードとオーロラモードは異なる物になっている。
海モード
シンプルなモード。
秘境モード
ボタンを使用した演出が楽しめるモード。『CR大海物語』のアトランティスステージが基になっている。
オーロラモード
カメのステップアップ予告が搭載されたモード。大海物語シリーズのようなボタンを押すと泡か魚群のどちらかが出現するルートと、ボタンを持ったカメが3匹登場するルートがある。

## 予告演出
予告なし
リーチ成立直後に演出が起こらないこと。ノーマルリーチ発展濃厚となる。
泡予告
リーチ直後に画面下部から泡が発生する演出。スーパーリーチに発展する可能性がある。
大泡予告
リーチ成立直後に画面下部から通常よりも大きな泡が発生する演出。ノーマルリーチ発展濃厚となり、大当たりまたは半コマズレのハズレとなる（半コマズレ停止でも再始動する場合がある）。スーパーリーチに発展した場合は、法則崩れにより大当たり濃厚となる。
魚群予告
リーチ成立直後に画面右側から魚群が通過する演出。期待度が高い演出であり、スーパーリーチ発展濃厚となる。ノーマルリーチに発展した場合は、法則崩れにより大当たり濃厚となる。
『e新海物語349』では、確変中に発生して大当たりした場合は確変大当たり濃厚となる。
ぶるぶるチェンジ
リーチ成立時、盤面が震えて泡またはクラゲが魚群に変化等する演出。魚群予告変化以外にもリーチ中なら、リーチ図柄の炎目変化、リーチ図柄のハート目変化等、期待度の高い演出のみならず、ぶるぶるチェンジ経由でプレミア演出系が発生することもある。また、ぶるぶるチェンジに限らず、後述のボタンバイブ予告も含めて同一変動内で2回以上バイブ系予告が発生した場合は大当たり濃厚となる。
ベルーガ予告
秘境モード専用演出。
リーチ成立直後にベルーガが通過する予告。ベルーガが2匹出現した場合やシャチが出現した場合は期待度が高い。
ボタンバイブ予告
ボタンが振動する演出。変動開始時やスーパーリーチ突入時などに発生する。なお、先読み予告として変動開始時の一瞬バイブが連続して出現することもある。また、変動開始時のバイブ予告の場合（先読み予告としてのバイブ連続予告が発生していた場合は先読み対象の当該保留でのバイブ時間が対象）、一瞬バイブ、一秒バイブ、リーチまでバイブの長さが違う3パターンがある。当然、バイブ時間が長い程熱く、リーチまでバイブした場合は大当たり濃厚。また、先読み等でバイブ予告が絡んだ場合は基本的にスーパーリーチに発展するが、発展せずにノーマルリーチのままなら大当たり濃厚。また、先述のぶるぶるチェンジも含めて同一変動内で2回以上バイブ系予告が発生した場合は大当たり濃厚。
ウミガメゾーン
様々なタイミングで突入する演出。発生した時点でスーパーリーチ濃厚となる。当該保留でノーマルリーチ止まりなら大当たり濃厚。
リーチ後カメ予告
海モード専用演出。
スーパーリーチ発展時にカメ役物がウェーブする演出。
カメルート
秘境モード専用演出。
カメ役物が3匹同時に作動し画面にボタンを持ったカメが出現する。ボタンを押して笑うカメの数が多いほど期待度が高くなる。
カメステップアップ予告
オーロラモード専用演出。
泡音、ピンクカメ、赤カメ、緑カメの4ステップの予告演出。ステップ4の緑カメまで行くとスーパーリーチ濃厚となる。出現時のカメの表情や向きによって期待度が変わり、必死な表情や嬉し泣き、逆さまになっている場合は期待度が高くなる。スーパーリーチ発展後のカメの動きによっても期待度が変わり、カメが旋回すると期待度が高くなる。またスーパーリーチに発展すると泡が出現するか画面タッチを促され、画面タッチの場合はクラゲか魚群のどちらかが出現する。
リーチあおり予告
SUPERサポートタイム専用演出。
リーチあおりの演出。シングルラインとダブルラインの2種類がある。リーチが成立すれば大当たり濃厚、さらに奇数図柄での大当たりも濃厚となる。図柄が炎目になっていればリーチ濃厚（=大当たり濃厚）となる。
パネル点滅予告
『e新海物語349』に搭載。
台のパネル部分が点滅する演出。消灯すると大当たり濃厚となる。

## 保留先読み予告
チャンス目前兆予告
チャンス目（同一図柄が非テンパイ形で液晶画面内に3つ停止）が停止する演出。連続するほど期待度が高くなる。3回連続で発生するとリーチ成立濃厚となる。海モードでは発生した時点でリーチ成立濃厚となる。秘境モードとオーロラモードでは途中でリーチやハズレ目を挟みつつ連続することもあり、見た目では連続していないように見えても、内部では連続しているということがある。
カメ役物前兆予告
保留先読みの連続予告。チャンス目（同一図柄が非テンパイ形で液晶画面内に3つ停止）が停止するたびに液晶画面の上にあるカメ役物が1匹ずつ動き出す。カメ役物3匹全て動くと、大当たりの期待度が高くなる。いきなり3匹動き出すこともある。
また、中段の図柄が1コマ滑ったり戻ったりすることや、中段と下段の図柄が同時に停止することで、チャンス目が成立することもある。
ドキドキ目前兆予告
保留先読みの連続予告。特定の出目（枠外揃いや中ライン順目・逆順目、19Y字・逆Y字など）が停止すると、液晶画面の上にあるカメ役物の目が光り始め、ドキドキ目となる。このカメ役物の目が光っている間にリーチが成立すると、大当たりの期待度が高くなる。カメが出現し玉手箱を置いていく場合もあり、その際はサポートタイム突入（稀にサポートタイム突入と見せかけてそのまま大当たり）となる。『e新海物語349』の場合は2ラウンド確変に突入する。
カメ図柄前兆予告
カメ図柄が画面に停止する演出。1匹の場合はリーチ濃厚、上段と下段の2匹の場合はスーパーリーチ濃厚、3匹停止ならウミガメゾーンに突入する。海モードでのカメ図柄前兆予告発生は他のモードよりも期待できる。
下段図柄走り予告
高速変動からの停止動作時、下段の図柄が滑ってリーチとなる。『CR新海物語 With アグネス・ラム』のロングスベリ予告と同じ演出である。滑りが長いほど期待度が高くなり、スーパーリーチ発展濃厚となる。ノーマルリーチに発展した場合は大当たり濃厚となる。
ボタンバイブ予告
変動開始時にボタンが震える演出。秘境モードとオーロラモードではスーパーリーチ中に発生する場合もある。
リーチ連続予告
リーチ成立後すぐに中段の図柄が即停止する演出。連続して起きる回数が多いほど期待度が高くなる。
背景砂舞い上がり予告
秘境モード専用演出。
画面上の砂が舞い上がり光るエフェクトが発生する演出。砂の量及び光の強さが強いほど期待度が高くなる。
スーパー発展時ルート分岐
秘境モード専用演出。
リーチ後にボタンを持った3匹のカメが出現する演出。
変動開始時カメ役物予告
オーロラモード専用演出。
カメ役物が動く演出。
水流海獣予告
オーロラモード専用演出。
変動中にイルカのエフェクトが画面を横切る演出。最大で5匹出現し、イルカの数が多いほど期待度が高くなる。
クリスタル予告
オーロラモード専用演出。
画面上にクリスタルが散りばめられる演出。クリスタルの量が多い場合や、赤系クリスタルが多い場合は期待度が高くなる。

## チャンスボタン予告
ブレーキアクション
リーチ後から図柄停止までの間にボタンを押すと変動中の中段図柄が反応しブレーキアクションをする。中段図柄の目が大きくなると期待度がやや高くなる。炎目になると期待度がさらに高くなり、ハート目になると奇数図柄での大当たり濃厚となる。
奇数昇格演出
偶数図柄で大当たりをした瞬間にボタンを押すと、奇数昇格演出が発生する場合のみ、その演出がミスマリンちゃん昇格演出に変化し、大当たりラウンド中のBGMが条件を満たしていなくてもプレミアムソングが全曲開放となる。
図柄アクション予告
リーチが成立した際に画面をタッチすると図柄が動き、アイコンを表示させる演出。アイコンは星、エクスクラメーションマーク、音符、魚群、ハートの5種類があり、音符の場合はスーパーリーチ発展濃厚（ノーマルリーチに発展した場合は大当たりまたは半コマズレ）、魚群の場合は魚群出現濃厚、ハートの場合は大当たり濃厚となる。
裏タッチ演出
マリンちゃんリーチまたはワリンチャンスが発生した際に画面をタッチすると出現する演出。
マリンちゃんリーチ発生の際にタッチすると、マリンが右手を振る、左手を振る、ピースサインのいずれかが発生する。左手を振った場合は期待度が高くなる。ダブルピースの場合は大当たり濃厚となる。
ワリンチャンス発生の際にタッチすると、ワリンが右手を振る、左手を振る、両手を振るのいずれかが発生する。左手を振った場合は期待度が高くなる。両手を振った場合は大当たり濃厚となる。

## リーチ演出
ノーマルリーチ
特に何も起こらないリーチ演出。期待度は低い。シングルリーチ及びダブルリーチのどちらからも発展する。通常時に半コマズレ停止をすると再始動が発生する可能性が高くなっている。ST中は期待度が高くなっており、大当たりまたは半コマズレのハズレとなる（半コマズレ停止でも再始動する場合がある）。
珊瑚礁リーチ
シングルリーチから発展し、画面下部から珊瑚礁が出現する演出。期待度は予告により変化する。
黒潮リーチ
シングルリーチから発展し、画面に黒潮が流れる演出。黒潮の中に海ガメやエイがいると期待度が高くなる。
マリンちゃんリーチ
ダブルリーチから発展し、画面上部からマリンが登場する演出。期待度は予告により変化する。
ウリカメチャンス
基本的には、左上・右上・中央・左下・右下の順にハリセンボン・タコ・カメ・サメ・エビが停止するチャンス目停止で必ず発生するが、先述したチャンス目契機以外でも発生の可能性有り。ウリンが登場し、ボタン連打でカメ役物が全て動けば奇数図柄大当たり濃厚となる。なお、ハズレと見せかけた後、液晶図柄停止前にクジラブリー出現で復活大当たりとなる。
ワリンチャンス
秘境モード及びオーロラモード専用演出。
チャンス目（同一図柄が非テンパイ形で液晶画面内に3つ停止）停止時に発生する場合がある。ワリンが登場し、上下どちらかの図柄を移動させてリーチにする。ダブルリーチになった場合は原則魚群予告が発生する(My海カスタムの設定次第では泡予告が発生する可能性があるが、もしカスタム無し時のダブルリーチで泡予告なら大当たり濃厚)。

## プレミアム演出
泡系プレミアム
泡予告に関するプレミアム演出。数種類存在する。
超泡
泡が途切れずに図柄が揃うまで出現し続ける演出。
クジラッキー泡
クジラッキーが入った泡が出現する演出。
レインボー泡
レインボー色の泡が出現する演出。
泡&魚群予告
泡予告が発生した直後に魚群予告が発生する演出。
V字泡
Vの字をかたどった泡が出現する演出。
クジラッキー&クジラブリー泡
クジラッキーが入った泡とクジラブリーが出現する演出。
メガ泡
大泡よりさらに大きい泡が出現する演出。
魚群系プレミアム
魚群予告に関するプレミアム演出。数種類存在する。
赤魚群
赤魚群（実際には赤色と紫色が混ざったような魚群）が出現する演出。後述のサム系プレミアムに発展する。
超魚群
魚群が途切れずに図柄が揃うまで出現し続ける演出。
逆魚群
画面左側から魚群が出現する演出。通常は画面右側から出現する。
スパイラル魚群
魚群がスパイラル状に流れる演出。
V字魚群
黄色の魚がV字になって出現する演出。
メガ魚群
巨大な魚の群れが出現する演出。
クジラッキー&クジラブリー群
魚群の代わりにクジラッキーとクジラブリーの群れが出現する演出。
サム系プレミアム
各スーパーリーチ中にサムが出現すれば、『PA新海物語』では10ラウンド大当たり濃厚となり、『e新海物語349』では奇数図柄での大当たりが濃厚となる。
マッスルリーチ
シングルリーチから発展する。珊瑚礁リーチが発生した際に、サムが画面下部から珊瑚礁を持ち上げて登場する。
ダイビングリーチ
シングルリーチから発展する。黒潮リーチが発生した際に、画面右側からサムが泳いで登場する。
ポージングリーチ
ダブルリーチから発展し、マリンの代わりにサムが画面上部から登場する。
枠外プレミアム
図柄が枠外で揃った場合、効果音の後に図柄が枠内に移動し大当たりとなる演出。必ず発生する訳ではない。
枠上プレミアム
中段図柄と下段図柄が同じ図柄で停止した際、全図柄が上方向に移動して図柄が揃った状態で戻る演出。
枠下プレミアム
中段図柄と上段図柄が同じ図柄で停止した際、全図柄が下方向に移動して図柄が揃った状態で戻る演出。
ボイスプレミアム
変動開始時などにマリン、ワリン、ウリン、サム、9代目ミスマリンちゃんのいずれかのボイスが流れる演出。
サウンドプレミアム
変動音が『海物語』ものに変化する演出。
クジラプレミアム
リーチ成立時、巨大なクジラが出現する演出。
ボタンアイコン変化プレミアム
秘境モード専用演出。
スーパーリーチ発展時に表示されるボタンアイコンがパールボタンに変化する演出。
ミスマリンカットイン
リーチ成立直後に9代目ミスマリンちゃん（桃衣香帆、御子柴かな、宮本りお）がカットインされる演出。
ビタ止まり
リーチ成立中に中段の図柄が壁にぶつかったかのように停止して大当たりになる演出。
裏サメ停止
1図柄と9図柄のダブルリーチの際に中段の中央に裏4が停止する演出。停止すると再始動が発生し、1図柄か9図柄のどちらかでの大当たりとなる。
逆変動
図柄が左側から右側に変動する演出。通常は右側から左側に変動する。
上下段図柄逆変動
変動開始時、上段図柄と下段図柄が左側から右側に変動する演出。
中段図柄逆変動
リーチ成立時、中段図柄が左側から右側に変動する演出。
オール当たりプレミアム
ノーマルリーチ成立時、リーチ変動の途中から中段がリーチになっている図柄のみになる演出。
ミスマリン全回転
『PA新海物語』に搭載。
背景に9代目ミスマリンちゃんの映像が流れて全回転が発生する演出。「夏色サンセット (SUPERサポートタイムVer.)」が流れる。
クジラッキー全回転
『e新海物語349』に搭載。
背景に「クジラッキーは、しクジラない!」の映像が流れて全回転が発生する演出。3図柄での大当たりが濃厚となる。
リベンジプレミアム
半コマズレハズレ時、直後に画面に映っている全図柄の表情が変化し、中段の図柄が動いて大当たりになる演出。
突当たり
リーチが成立したが、リーチ成立を知らせるのボイスが流れずそのまま大当たりになる演出。
オール同図柄プレミアム
変動停止時、上段・中段・下段それぞれに同じ図柄が3つずつ停止する演出。合計で9個出現する。
親子図柄変化プレミアム
リーチ成立時、リーチになった上段図柄と下段図柄、中段の全ての図柄が親子図柄（2図柄、7図柄、8図柄）と単体図柄（1図柄、3図柄、4図柄、5図柄、6図柄、9図柄）が入れ替わる演出。
ドデカ図柄
リーチ成立時、中段に巨大化したリーチ図柄が専用の効果音とともに出現する演出。
即当たり
リーチ成立直後に全図柄がバウンドストップして大当たりになる演出。
タッチアイコン変化プレミアム
オーロラモード専用演出。
タッチアイコンに表示されている手の形がピースサインに変化している演出。
入れ替わりプレミアム
6図柄の数字が反転して9図柄に変化する演出。3つのパターンがある。
中図柄回転
9図柄のシングルリーチの際に中段に6図柄が停止して、中段の6図柄の数字が反転して9図柄に変化して大当たりになる演出。
上下図柄回転
6図柄のシングルリーチの際に中段に9図柄が停止して、上段と下段の6図柄の数字が反転して9図柄に変化して大当たりになる演出。
リーチ図柄回転
6図柄のシングルリーチの際に発生し、上段と下段の数字が反転して9図柄のリーチに変化する。
最長突破当たり
ロングリーチから発展する。
『PA新海物語』では、発生するとミスマリン全回転に発展する。
『e新海物語349』では、発生するとカメエンブレムフラッシュが鳴り2ラウンド確変大当たりに発展する。
3・4・1図柄停止
『PA新海物語』に搭載。
中央列に3・4・1図柄が停止する演出。発生すると大当たり濃厚となる。
上中下停止当たり
図柄停止時、上段、中段、下段の順番で停止し図柄が揃う演出。
背景矛盾演出
『PA新海物語』に搭載。
ST5回の消化が終わっても時短に移行せず、そのままSTが続く演出。

## 大当たりラウンド演出
金魚群
大当たりラウンド終了後のエンディング画面で金魚群が出現する演出。保留内で奇数図柄揃いの大当たりが濃厚となる。
エンディングチャンス
偶数図柄揃いの大当たりでラウンド中にSUPER LUCKYの告知がなく全ラウンドを消化しても、エンディングで「もう1回」の文字とともにサムまたは9代目ミスマリンちゃんが登場し、確変大当たりであることを告知されることがある。
昇格演出
『e新海物語349』に搭載。
通常大当たりラウンド中にブラックアウトが発生して確変大当たりに昇格する演出。

## その他演出
再始動
リーチが外れた際に、中段図柄が再び動き出して大当たりになる演出。ダブルリーチで発生した場合は奇数図柄での大当たりとなる。
昇格スクロール
通常図柄で大当たりした直後に、図柄が高速に動き出して確変図柄に昇格する演出。
マリンちゃん2段階
マリンちゃんリーチで偶数図柄が揃った直後、マリンが掛け声とともに中段図柄をビンタして再始動が起き、もう片方のリーチ図柄である奇数図柄揃いの大当たりになる演出。
バウンドストップ
『e新海物語349』に搭載。時短中専用演出。
チャンス目（同一図柄が非テンパイ形で液晶画面内に3つ停止）が停止した際にチャンス目前兆予告が発生せずに、図柄がバウンドして停止する演出。この演出が発生すると、時短から確変（深海チャンス）に移行する。
ロングリーチ
ノーマルリーチやスーパーリーチが止まらず長く変動し続ける演出。この演出が発生すると機種によってさまざまな演出に発展する。
法則崩れ
さまざまな予告で発生する。予告なしからスーパーリーチに発展する、魚群予告からノーマルリーチに発展する、大泡予告からスーパーリーチに発展するなどがあり、発生すると大当たり濃厚となる。
サポートタイム告知演出
『PA新海物語』に搭載。
変動停止時に3匹のカメが玉手箱を持ってサポートタイム突入を示唆する演出。豪華な宝箱を持ってきた場合や、カメの代わりに他の奇数図柄のキャラクターまたはクジラッキーとクジラブリーが現れた場合、画面上部から3匹のカメが落ちてきた場合は期待度が高くなる。また、この演出からそのまま大当たりとなることもある（奇数図柄揃いの大当たり濃厚）。

## カメエンブレムフラッシュ
液晶画面下部にある役物で、カメの形をしたエンブレムとなっている。一発告知としての機能を果たしており、エンブレムが光れば大当たり濃厚となる。後述のMy海カスタムで告知音有りの設定（カスタム無し時も含む）の場合、ショート告知は図柄揃いの大当たり、ロング告知は奇数図柄揃いの大当たりとなる。ロング告知の場合はカメ役物も落下する。また、後述のMy海カスタムでひっそり告知を選択中の場合、常にカメの形をしたエンブレム部分のランプは常時消灯しており、点灯すれば図柄揃い大当たり濃厚となる。この際、いつもと違う点灯パターンなら奇数図柄揃いの大当たり濃厚となる。

## My海カスタム
演出期待度を変更できるシステム。今作では、マリンの衣装及び告知音を選択できる項目が追加されている（『CR新海物語 With アグネス・ラム』では、大当たりの最終ラウンドで告知音とマリンの水着を選択できる機能が搭載されていた）。期待度を調整できる項目及び選択肢は以下の通りとなっている。
| 機種         | 魚群期待度                | 告知頻度                  | 告知方法              | 予告頻度          | 前兆予告                       | 水着&告知音                                                                                |
| ------------ | ------------------------- | ------------------------- | --------------------- | ----------------- | ------------------------------ | ------------------------------------------------------------------------------------------ |
| PA新海物語   | ・75% ・100% ・出現しない | ・30% ・100% ・出現しない | ・いつもの ・ひっそり | ・ふつう ・少なめ | ・ふつう ・少なめ ・出現しない | ・新海物語 ・大海物語 ・スーパー海物語 ・スーパー海物語 IN 沖縄 ・スーパー海物語 IN 地中海 |
| e新海物語349 | ・50% ・100% ・出現しない | ・30% ・100% ・出現しない | ・いつもの ・ひっそり | ・ふつう ・少なめ | ・ふつう ・少なめ ・出現しない | ・新海物語 ・大海物語 ・スーパー海物語 ・スーパー海物語 IN 沖縄 ・スーパー海物語 IN 地中海 |

## 大当たり・確変・時短

### PA新海物語
全ての大当たりに必ず5回のSTと時短（20回、40回、678回）が付く。
時短はa時短、b時短（遊タイム）、c時短（サポートタイム）の3種類が搭載されている。
c時短（サポートタイム）は、通常時のリーチバズレ後等を契機に時短に突然突入する仕様である。本機でシリーズ初搭載となった。ノーマルリーチハズレ時や通常の液晶のハズレ変動終了時等にカメが玉手箱を置いていく、またはスーパーリーチハズレ時はカメが登場することで突入する。20回、40回、100回の3種類があり、突入時は必ず表示上20回または40回から始まる。サポートタイム最終変動で20回なら40回、40回なら100回のように継続する場合もあり、100回転目にさらに継続となればSUPERサポートタイムに突入する。なお、c時短消化中に遊タイム発動の規定回転数に到達した場合、残り回転数は379回に上書きされる。
SUPERサポートタイムは本機におけるロング時短の総称であり、4種類の突入条件がある。サポートタイムが100回転終了した際にさらに継続となればSUPERサポートタイムに移行する。低確率状態を299回消化することで突入するb時短（遊タイム）379回もSUPERサポートタイムの1種という扱いになっている。10ラウンド大当たり終了後は683回（ST5回、a時短299回、b時短379回）のSUPERサポートタイムに必ず突入する。5ラウンド大当たりの際も、a時短の最終変動（25回転目または50回転目）でカメ役物が落下することでSUPERサポートタイムに突入する場合があり、その際はa時短254回または279回とb時短が379回が追加される。SUPERサポートタイム中はリーチが成立すると大当たり濃厚となる。楽曲は「夏色サンセット (SUPERサポートタイムVer.)」、「The Boon!」、「Wave the Remember」の3種類から選択できる。

### e新海物語349
確変ループ機となっており、大当たりラウンド終了後は基本的に奇数図柄大当たりだと確変に突入し、偶数図柄大当たりだと100回の時短に突入する。ただし、偶数図柄で当たってもラウンド中にSUPER LUCKYに昇格する場合がある。2ラウンド確変大当たりも搭載されており、3・4・1図柄停止で突入する。2ラウンド確変大当たり終了後は確変（新海チャンス）に突入する。3・4・1図柄停止直後にカメエンブレムフラッシュが発生し10ラウンド確変大当たり（新海ボーナス）に突入する場合もある。また、時短中でも内部確変になっていることもあり、その場合は時短終了前までに図柄のバウンドストップが発生し確変（新海チャンス）に突入する。
『PA新海物語』のサポートタイムに替わる機能として、通常時に時短に突入するサポートCタイムが搭載されている。通常時に50回転ごとに突入のチャンス（サポートCタイムチャレンジ）が訪れ、成功すると50回または100回の時短に突入する。時短50回転目にカメ役物が落下すれば継続となり、100回の時短となる。また、偶数図柄大当たり終了後に突入するa時短100回終了後もサポートCタイムチャレンジに突入する。

## プレミアムラウンド

### PA新海物語
- 1回目：いつものラウンド
- 2連荘達成：「夏色サンセット 〜Side MissMarine〜」
- 3連荘達成：マリンが歌う「海物語 〜Go!Go! SEA STORY〜 サードシーズン」
- 4連荘達成：「夏色サンセット 〜Side Marine〜」
- 5連荘達成：マリン&ワリンが歌う「Rainbow Revolution (2022新録Ver.)」
- 6連荘達成：「シュガシュガ・マリン・クルージング (アレンジVer.)」
- 7連荘達成：ウリンが歌う「ネバギバ!」
- 8連荘達成：マリン（葉月ゆら）が歌う「ラブ☆ダッシュ」
- 10ラウンド大当たり突入：アイマリンが歌う「The Boon!」、アイマリン&壱華零が歌う「Wave the Remember」
- 大当たりオープニング時ボタンを10回押す：アイマリンが歌う「The Boon!」、アイマリン&壱華零が歌う「Wave the Remember」

### e新海物語349
- 1回目（通常大当たり）：いつものラウンド
- 1回目（確変大当たり）：マリンが歌う「海物語 〜Go!Go! SEA STORY〜 サードシーズン」
- 2連荘達成：くろくもが歌う「クジラッキーは、しクジラない!」
- 3連荘達成：「夏色サンセット (アレンジVer.)」
- 4連荘達成：アイマリンが歌う：「The Boon!」
- 5連荘達成：アイマリン&壱華零が歌う「Wave the Remember」
- 6連荘達成：マリン&ワリンが歌う「Rainbow Revolution (2022新録Ver.)」
- 7連荘達成：「シュガシュガ・マリン・クルージング (アレンジVer.)」
- 8連荘達成：ウリンが歌う「ネバギバ!」
- 10連荘達成：マリン（葉月ゆら）が歌う「ラブ☆ダッシュ」
- 全曲解放後に「夏色サンセット」を選択する：「夏色サンセット (SUPERサポートタイムVer.)」

## スペック

### PA新海物語
| 特賞種別                     | 特賞種別                     | デジパチ |                                                                                                 |                                                                                                 |                                                                                                 |
| 大当たり確率                 | 通常時                       | 1/99.9 |                                                                                                 |                                                                                                 |                                                                                                 |
| 大当たり確率                 | 高確率時                     | 1/9.9 |                                                                                                 |                                                                                                 |                                                                                                 |
| c時短（サポートタイム）確率  | c時短（サポートタイム）確率  | 1/199.8 |                                                                                                 |                                                                                                 |                                                                                                 |
| タイプ                       | タイプ                       | 遊パチ |                                                                                                 |                                                                                                 |                                                                                                 |
| 賞球数                       | 賞球数                       | 3 & 2 & 10 & 4 |                                                                                                 |                                                                                                 |                                                                                                 |
| ラウンド・カウント数         | ラウンド・カウント数         | 10R or 5R・10C |                                                                                                 |                                                                                                 |                                                                                                 |
| 大当たりシステム             | 大当たりシステム             | ST |                                                                                                 |                                                                                                 |                                                                                                 |
| 確変突入率                   | 確変突入率                   | 100/100（100%、ST5回） |                                                                                                 |                                                                                                 |                                                                                                 |
| 大当たりの内訳（始動口共通） | 大当たりの内訳（始動口共通） | 10R（ST5回+a時短299回+b時短379回）：4% 5R（ST5回+a時短299回+b時短379回）：6% 5R（ST5回+a時短45回）：57% 5R（ST5回+a時短20回）：33% |                                                                                                 |                                                                                                 |                                                                                                 |
| c時短（サポートタイム）内訳  | c時短（サポートタイム）内訳  | 379回：1% 100回：9% 40回：40% 20回：50%                                                                                            |                                                                                                 |                                                                                                 |                                                                                                 |
| 大当たり出玉                 | 大当たり出玉                 | 10R：1000個 5R：500個 |                                                                                                 |                                                                                                 |                                                                                                 |
| リミット                     | リミット                     | なし |                                                                                                 |                                                                                                 |                                                                                                 |
| 電サポ                       | 確変                         | 大当たり終了後ST5回 |                                                                                                 |                                                                                                 |                                                                                                 |
| 電サポ                       | a時短                        | 5R大当たり当選時のST終了後20回or45回 但し、5R大当たり当選時の一部（6%）または10R大当たり（4%）当選時に限りST終了後299回            |                                                                                                 |                                                                                                 |                                                                                                 |
| 電サポ                       | b時短（遊タイム）            | 低確率状態を299回消化後379回 |                                                                                                 |                                                                                                 |                                                                                                 |
| 保留の数                     | 保留の数                     | 上始動口4個+下始動口4個 （通常時からヘソ入賞時に特図1、特図2が交互に入賞する純正8個保留タイプ）                                    | 上始動口4個+下始動口4個 （通常時からヘソ入賞時に特図1、特図2が交互に入賞する純正8個保留タイプ） | 上始動口4個+下始動口4個 （通常時からヘソ入賞時に特図1、特図2が交互に入賞する純正8個保留タイプ） | 上始動口4個+下始動口4個 （通常時からヘソ入賞時に特図1、特図2が交互に入賞する純正8個保留タイプ） |
| 保留の優先消化               | 保留の優先消化               | なし（入賞順に消化） | なし（入賞順に消化）                                                                            | なし（入賞順に消化）                                                                            | なし（入賞順に消化）                                                                            |

### e新海物語349
| 特賞種別                          | 特賞種別                          | デジパチ                             |                            |                         |                         |
| 大当たり確率                      | 通常時                            | 1/348.5                              |                            |                         |                         |
| 大当たり確率                      | 高確率時                          | 1/34.8                               |                            |                         |                         |
| サポートCタイムチャレンジ成功確率 | サポートCタイムチャレンジ成功確率 | 10/100（10%）                        |                            |                         |                         |
| タイプ                            | タイプ                            | ミドル                               |                            |                         |                         |
| 賞球数                            | 賞球数                            | 2 & 4 & 5 & 15                       |                            |                         |                         |
| ラウンド・カウント数              | ラウンド・カウント数              | 10R or 2R・10C                       |                            |                         |                         |
| 大当たりシステム                  | 大当たりシステム                  | 確変ループ                           |                            |                         |                         |
| 確変突入率                        | 確変突入率                        | 62/100（62%）                        |                            |                         |                         |
| 大当たりの内訳（始動口共通）      | 大当たりの内訳（始動口共通）      | 10R確変：54% 2R確変：8% 10R通常：38% |                            |                         |                         |
| 大当たり出玉                      | 大当たり出玉                      | 10R：1500個 2R：90個                 |                            |                         |                         |
| リミット                          | リミット                          | なし                                 |                            |                         |                         |
| 電サポ                            | 確変                              | 確変大当たり終了後次回まで           | 確変大当たり終了後次回まで |                         |                         |
| 電サポ                            | a時短                             | 通常大当たり終了後100回              | 通常大当たり終了後100回    |                         |                         |
| 電サポ                            | b時短（遊タイム）                 | なし                                 |                            |                         |                         |
| 保留の数                          | 保留の数                          | 上始動口4個+下始動口4個              | 上始動口4個+下始動口4個    | 上始動口4個+下始動口4個 | 上始動口4個+下始動口4個 |
| 保留の優先消化                    | 保留の優先消化                    | なし（入賞順に消化）                 | なし（入賞順に消化）       | なし（入賞順に消化）    | なし（入賞順に消化）    |